# Napadiwka (Kremenez)
Napadiwka (ukrainisch Нападівка; russisch Нападовка Napadowka, polnisch Napadówka) ist ein Dorf im Nordosten der ukrainischen Oblast Ternopil mit etwa 1000 Einwohnern (2024).
Die erstmals 1470 schriftlich erwähnte Ortschaft war das einwohnerreichste Dorf im Rajon Laniwzi und gehört administrativ zur Landgemeinde des Nachbardorfes Borsuky im Osten des Rajon.
Seit dem 17. Juli 2020 ist sie ein Teil des Rajons Kremenez.
Napadiwka liegt am rechten Ufer der Horyn, einem Nebenfluss des Prypjat, und an der Territorialstraße T–20–09 zwischen dem Gemeindezentrum Barsuky im Westen und dem ehemaligen Rajonzentrum Laniwzi im Osten. Das Oblastzentrum Ternopil liegt etwa 60 km südwestlich von Napadiwka.

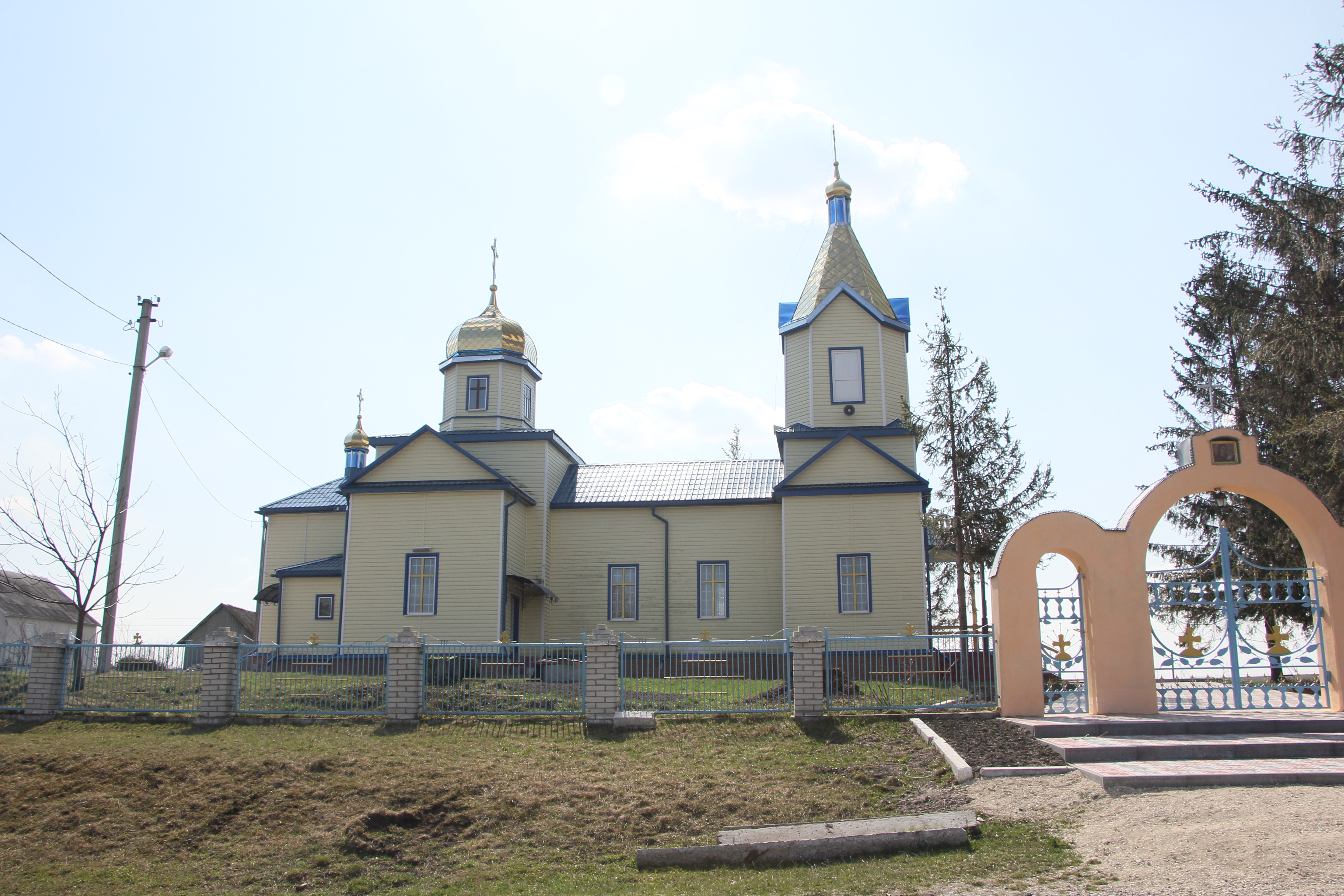
Holzkirche im Dorf
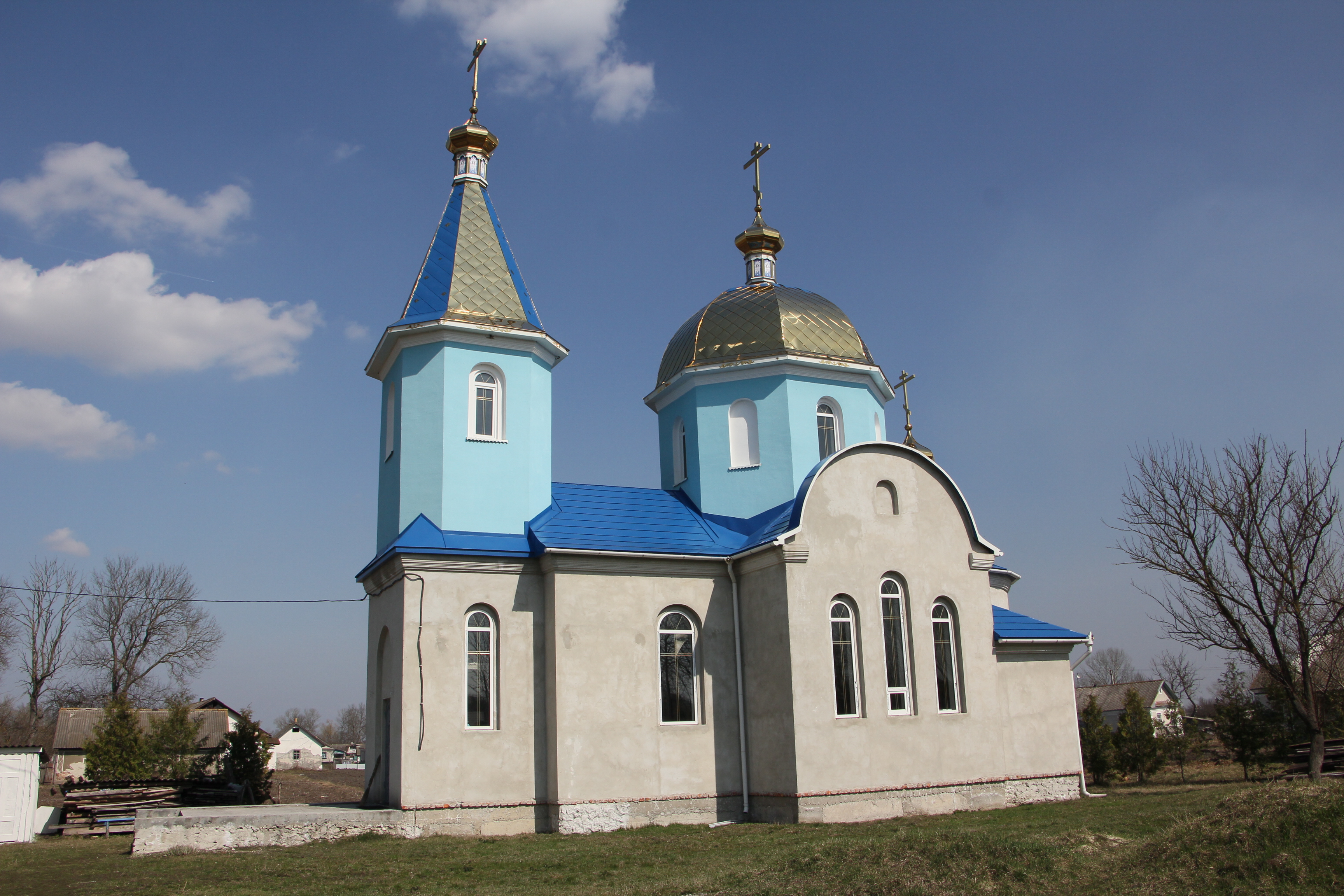
Orthodoxe Kirche in Napadiwka
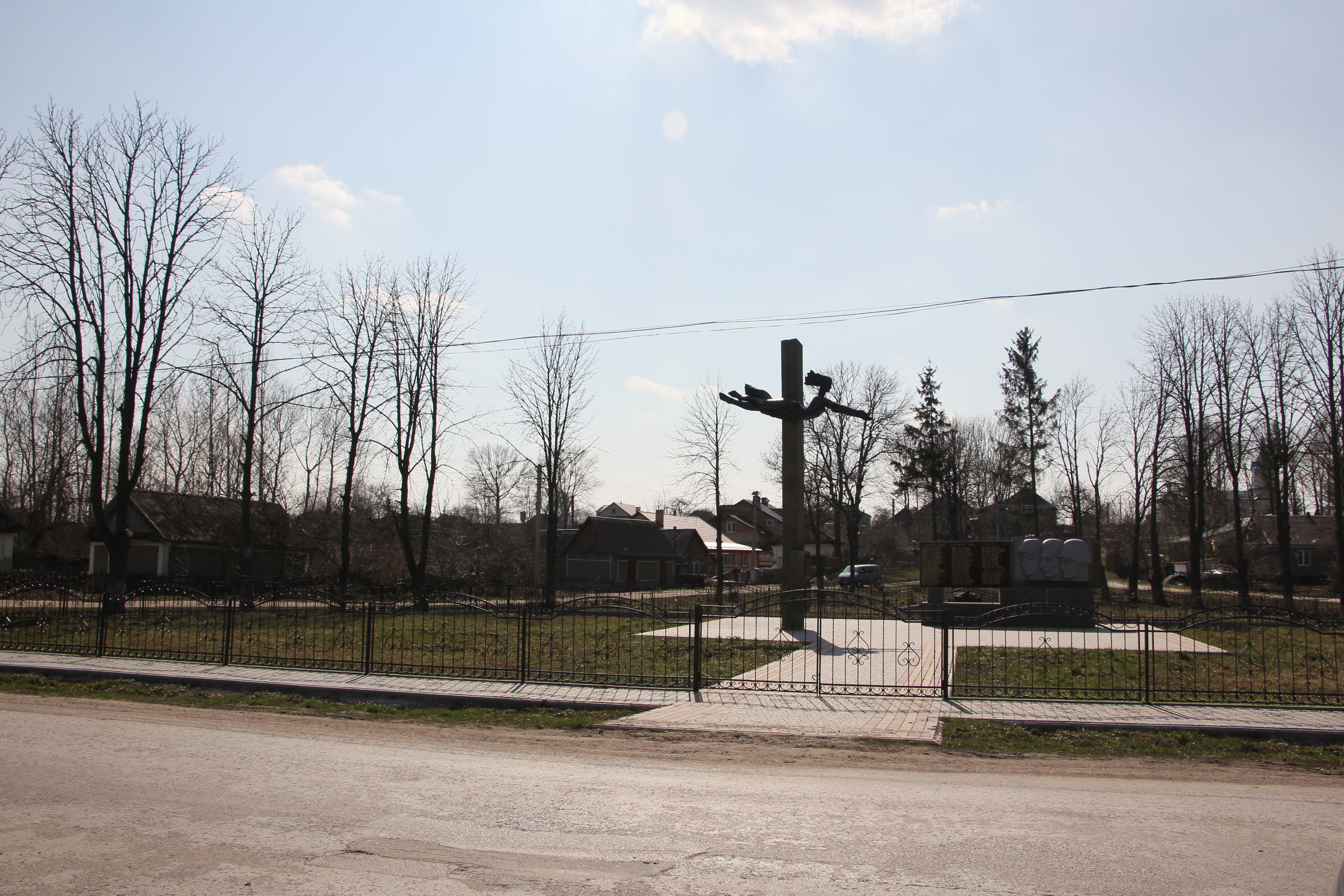
Ortsmitte mit Kriegerdenkmal